# Amphipsocidae
Amphipsocidae es una familia de piojos de la corteza con alas peludas en el orden Psocodea. La mayoría de sus especies miden de 3.0 a 4.5 mm de largo y tienen muchos pelos en las venas y el margen de su ala anterior. Las venas principales del ala anterior por lo general están alineadas con dos hileras de pelos. Poseen un labro ancho y plano, con bordes bien definidos al igual que otros miembros del infra-orden Caeciliusetae, .
Existen por lo menos 19 géneros y 240 especies descriptas en Amphipsocidae. Estos insectos inconspicuos están distribuidos ampliamente. El género Amphipsocus (98 especies descriptas) habita en África tropical y el este de Asia. Los géneros  Afropsocus, Capillopsocus, Ctenopsocus, Harpezoneura, Pentathyrsus, Schizopechus, y Xenopsocus son endémicas de la región Afrotropical, mientras que  Complaniamphus, Pseudokolbea, Siniamphipsocus, y Tagalopsocus son endémicas del este de Asia. El género Polypsocus es endémico de América; Europa tiene dos especies, Kolbia quisquiliarum y Brachypsocus badonneli.

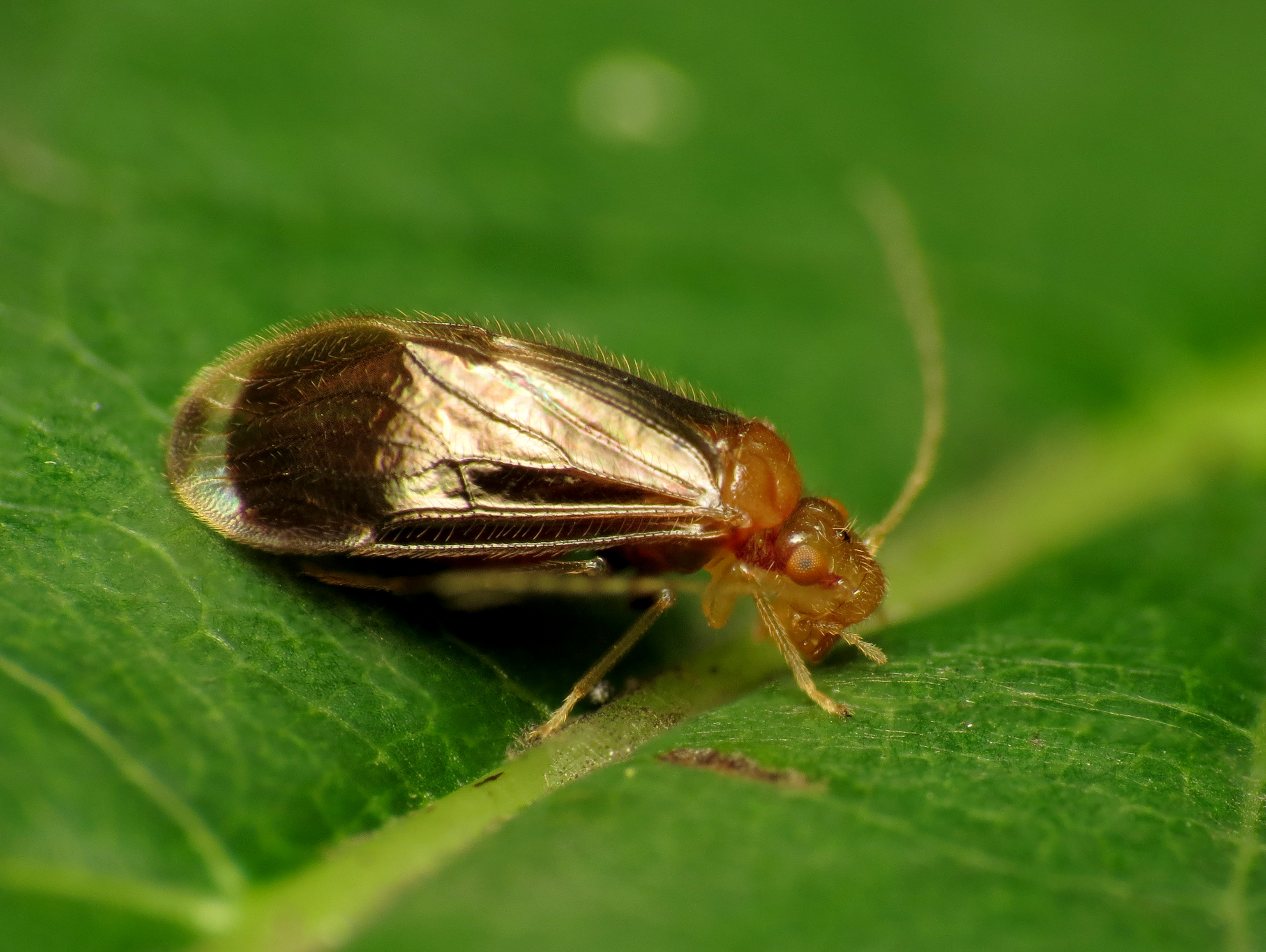
Polypsocus corruptus

## Géneros
Estos 21 géneros corresponden a la familia Amphipsocidae:
- Afropsocus c g
- Amphipsocopsis c g
- Amphipsocus c g
- Brachypsocus c g
- Calocaecilius c g
- Capillopsocus c g
- Complaniamphus c g
- Ctenopsocus c g
- Dasypsocus c g
- Harpezoneura c g
- Kodamaius c g
- Kolbia c g
- Pentathyrsus c g
- Polypsocus Hagen, 1866 i c g b
- Pseudokolbea c g
- Ptenopsila c g
- Schizopechus c g
- Siniamphipsocus c g
- Taeniostigma c g
- Tagalopsocus c g
- Xenopsocus c g

Fuentes de información: i = ITIS, c = Catalogue of Life, g = GBIF, b = Bugguide.net